# Burstyn-Motorgeschütz
De Burstyn-Motorgeschütz was een theoretisch ontwerp voor een tank uit 1911. Het voertuig werd ontworpen door de Oostenrijks-Hongaarse oberleutnant Günther Burstyn.

## Geschiedenis
In 1903 voer G. Burstyn, behorende tot de genietroepen van het Oostenrijks-Hongaarse leger, mee op een torpedoboot. Hierdoor kwam hij op het idee van een "landtorpedoboot"; een snelle wagen die beschermd werd door pantser en bewapend was met een kanon. Vanwege externe redenen vergat hij zijn idee, maar die kwam opnieuw terug toen hij in 1905 voor het eerst de Austro-Daimler Panzerwagen zag op de Autosalon in Wenen. Hij bedacht dat de wielen niet geschikt waren voor off-road activiteiten en dat er een andere voortbewegingsmechanisme ontworpen moest worden en hij drukte dit uit als een "Gleitband (glijband)".
In 1911 begon Burstyn zijn ideeën te ordenen en op papier te zetten. Aan het einde van het 1911 diende hij het ontwerp in bij het Ministerie van Oorlog, maar drie maanden later werd zijn project afgewezen. Het Ministerie van Oorlog had geen belangstelling en stelde ook geen geld beschikbaar voor de bouw. Daaropvolgend presenteerde hij zijn tekeningen aan het Duitse Ministerie van Oorlog, maar hier werd zijn ontwerp ook geweigerd. In 1912 nam het Oostenrijks-Hongaarse leger wel haar eerste voertuig met rupsbanden in gebruik, namelijk een Amerikaanse Holt tractor, bedoeld om artillerie te vervoeren.
Een replica heeft in 2011 voor het Heeresgeschichtliches Museum (Militair historisch museum) gestaan als onderdeel van een tijdelijke expositie over militaire uitvindingen in Oostenrijk over 500 jaar.

## Ontwerp

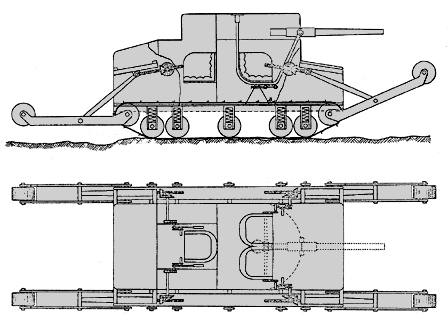
Schematische afbeelding

In het patentschrift (nr. 252 815) stond omschreven dat het voertuig zich motorisch kon voortbewegen op wegen en ruw terrein. Het ontwerp werd gekenmerkt door de vier uitstekende wielen die omhoog en omlaag konden zakken. Hiermee kon het voertuig over brede sleuven rijden. De bemanning bestond uit drie personen: een commandant, schutter en bestuurder. De commandant zat aan de rechterzijde van het kanon en moest ook het kanon laden. De schutter zat aan de linkerzijde en de bestuurder zat achter hen, met zijn rug naar hen toe. Dit betekende dat hij zelf geen zicht had waar hij moest rijden, tenzij hij een periscoop had, maar het is waarschijnlijker dat hij moest rijden op aanwijzingen van de commandant. 

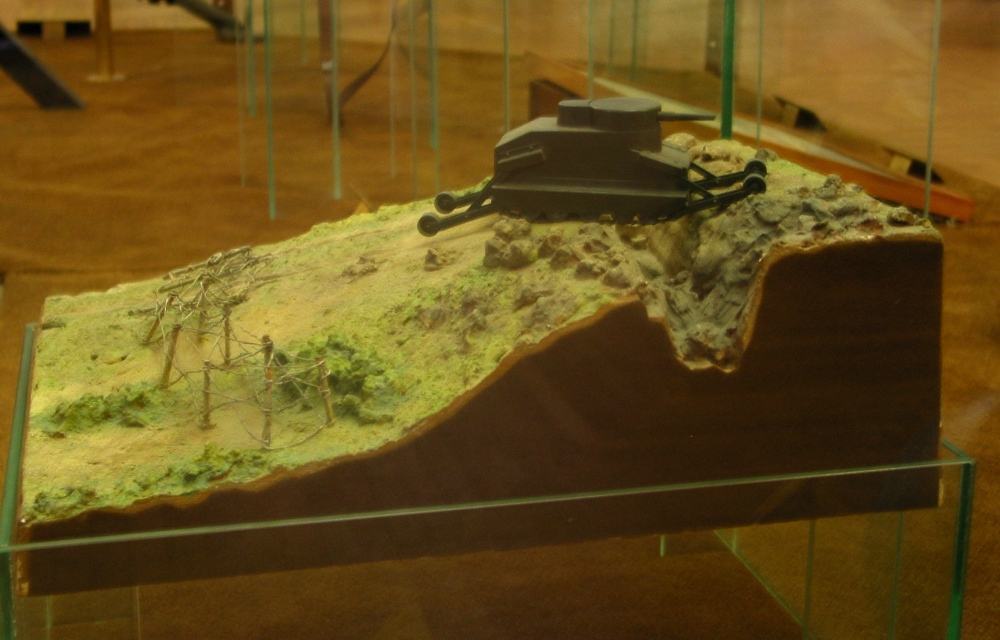
Schaalmodel in het Heeresgeschichtliches Museum in Wenen

De ophanging werd door Burstyn zelf ontworpen en was niet gebaseerd op de Holt tractors. Wel was het ontwerp van de ophanging dat hij indiende bij het Duitse ministerie aanzienlijk verbeterd dan het ontwerp dat hij indiende bij het Oostenrijks-Hongaarse ministerie. De vier uitstekende wielen konden van hoogte versteld worden en zouden genoeg kracht hebben om de tank op te richten. Dit zou praktisch zijn bij het oversteken van greppels en loopgraven. De vier wielen waren verbonden met de motor en elk hadden een mechanische koppeling die in de tank was geplaatst. Een vergelijkbaar ontwerp werd in 1929 door het Britse bedrijf Vickers gepatenteerd.
De bewapening was geplaatst in een niet volledig draaibare toren en was een snelvuur 37 mm kanon. Er wordt melding gemaakt van twee extra 7 mm machinegeweren, maar deze staan niet op tekeningen dus het is niet waarschijnlijk dat deze op de tank zouden worden geplaatst. In de tank waren veel aspecten verwerkt die onder andere in de Renault FT naar voren zouden komen, maar ook in modernere tanks.